# (9826) Ehrenfreund
(9826) Ehrenfreund (2114 T-3) ist ein Asteroid des Hauptgürtels. Er wurde von Cornelis Johannes van Houten und Ingrid van Houten-Groeneveld am 16. Oktober 1977 entdeckt. Der Asteroid ist benannt nach der österreichischen Astrobiologin Pascale Ehrenfreund.